# Ducato di Magdeburgo
Il Ducato di Magdeburgo (in tedesco: Herzogtum Magdeburg) fu una provincia del Brandeburgo-Prussia dal 1680 al 1701 e provincia del Regno di Prussia dal 1701 al 1807. Sostituì la Diocesi di Magdeburgo dopo la sua secolarizzazione da parte del Brandeburgo. Le capitali del ducato erano Magdeburgo e Halle, ma anche Burg era un importante centro. Sciolto durante le guerre napoleoniche nel 1807, il territorio divenne parte della Provincia di Sassonia nel 1815.

## Storia
Nel 1545, durante la Riforma Protestante, l'Arcivescovado di Magdeburgo cattolico romano incominciò ad essere amministrato da principi secolari, principalmente  luterani. Nel Trattato di Westfalia del 1648, l'arcivescovado fu promesso al Casato degli Hohenzollern della Marca di Brandeburgo alla morte del suo amministratore incaricato, Augusto di Sassonia-Weissenfels. La città di Magdeburgo fu anche obbligata a pagare un omaggio per il principe-elettore del Brandenbugo. Nel 1666, l'Elettore Federico Guglielmo I di Brandeburgo utilizzò il suo esercito in via di sviluppo per installare una guarnigione permanente del Brandenburgo nella città.
Il Brandeburgo-Prussia ereditò l'Arcivescovado di Brandeburgo alla morte di Augusto Saxe-Weissenfels nel 1680 e riorganizzò il territorio secolarizzato come Ducato di Magdeburgo, con gli elettori di Brandeburgo come duchi ereditari. La regione di Halle (Saalkreis), un'exclave della provincia, fu circondata dal Principato di Anhalt, la Contea di Mansfeld (acquisita dalla Prussia nel 1790) e dall'Elettorato di Sassonia. Contro i desideri della nobiltà luterana del ducato, fu nominato un cancelliere calvinista per governare il ducato. Sotto il comando di August Hermann Francke, Halle divenne il centro del pietismo nel Brandeburgo-Prussia.
Quando l'elettore Federico III si incoronò Federico I, re di Prussia, nel 1701, il ducato di Magdeburgo divenne parte del nuovo Regno di Prussia. Gli sforzi del re Federico Guglielmo I di Prussia di modernizzare le leggi feudali sul possesso dei terreni furono contrastati dalla nobiltà Junker del ducato, che temeva di perdere il proprio status di esenzione dalle tasse. I nobili ricevettero giudici dalla corte imperiale di Vienna, che protessero i loro diritti nel 1718 e nel 1725. Justus Henning Böhmer divenne cancelliere della provincia nel 1743.
Con la creazione del Direttorio Generale nel 1723 da parte di Federico Guglielmo I, il Ducato di Magdeburgo, il Principato di Halberstadt e la Marca di Brandeburgo furono amministrate da un secondo dipartimento del Direttorio. Fu creato un credito cooperativo (Landschaft)  di impronta statale nel 1780 ad uso esclusivo della nobiltà. Il controllo sulle terre di Magdeburgo diede alla monarchia un lucroso monopolio sui depositi di sale di Staßfurt e Halle.
I territori della Pomerania raccolsero volontariamente 5.000 soldati per l'esercito prussiano durante la guerra dei sette anni; la loro iniziativa fu replicata dalla nobiltà del Magdeburgo e dalle province circostanti.
Nella guerra della Quarta coalizione la Prussia fu sconfitta da Napoleone Bonaparte nel 1806. Con la pace di Tilsit l'anno successivo, il ducato di Magdeburgo fu sciolto; il territorio ducale ad ovest dell'Elba, incluse le città di Magdeburgo e Halle, furono assegnate al Regno di Vestfalia, stato cliente del Primo Impero Francese. Il territorio ducale ad est dell'Elba rimase all'interno del Regno di Prussia, ora drasticamente ridotto.
La Prussia riconquistò Magdeburgo e Halle durante la guerra della Sesta coalizione. Nel 1815, dopo le guerre napoleoniche, il territorio del Ducato di Magdeburgo, l'Altmark e il territorio annesso dal Regno di Sassonia andarono a costituire la nuova Provincia della Sassonia.